# Planell del Grau
El Planell del Grau és una plana del terme municipals de Conca de Dalt, al Pallars Jussà, dins de l'antic terme d'Hortoneda de la Conca i en territori de l'antic poble d'Herba-savina.
Està situada al nord-est d'Herba-savina, a mig curs de la llau del Pletiu Vell, a sota i a migdia de lo Grau. És el lloc on enllacen la Pista del Grau amb la Pista del Roc de Torrent Pregon. És a llevant del cim de la Cogulla i del paratge del mateix nom, així com del Serrat de l'Agranador.